# Canis lupus bernardi
 Canis lupus bernardi és una subespècie del llop (Canis lupus).

## Descripció
- És un llop gran que fa 122 cm d'alçària i 183 cm de llargària des del nas fins a la cua.
- Arriba a pesar entre 27 i 49,5 kg.
- Presenta un pelatge llarg i espès de color blanc amb una franja negra al llarg de l'esquena.[2]

## Distribució geogràfica
Es troba a l'illa de Banks (els Territoris del Nord-oest, el Canadà). Abans també n'hi havia a l'Illa Victòria però foren exterminats entre 1918 i 1952.